# 山路藍
山路 藍（やまじ あい、1986年5月8日 - ）は、兵庫県宝塚市出身の元女子競輪選手。現姓、加渡。日本競輪学校（当時。以下、競輪学校）第106期生。登録地は京都府。
競輪選手になる前は、元吉本興業所属のタレントであり、さらにその前は元テコンドー選手でもあった。

## 来歴
中学では空手をやっていたが、女子の大会が極めて少ないことを理由に、兵庫県立宝塚東高等学校に入学後、オリンピック競技であるテコンドーに取り組むことになった。その後、天理大学に進学し、2006年に行われた世界学生テコンドー選手権のフライ級で3位に入った。しかし、2008年開催の北京オリンピック出場をかけた、2007年の世界テコンドー選手権大会の同級では2回戦で敗退。この時点でオリンピックへの道が絶たれた ことから、その後のモチベーションが低下した。
そんな折、吉本新喜劇のオーディションがあることが目に留まった。そして、「第5個目 金の卵オーディション」合格者 となり、大学を卒業後、吉本興業に入った。しかし、夜通し働いても薄給 な上に、新喜劇に出演しても、ただコケているだけの端役の現状が続いた ことから、「お笑いの才能がない」と悟り、2年間活動した後、退団。その後、ボクシング選手を目指すも、ドクターストップがかかり、活動不能となってしまった。
失意のなか、新聞を読んでいたところ、中村由香里の活躍が目に留まった。それは2012年、ガールズケイリンが始まった年でもあった。これをきっかけに、自転車愛好会への入会を経て、競輪選手になろうと決意。また、自宅から通うには、自身が在住していた兵庫県よりも京都向日町競輪場のほうが近いという理由から、同場の愛好会に入会。そこで、川村晃司（85期）が師匠となり、競輪学校第106回入学試験を目指した。
愛好会入会からわずか数か月練習しただけで挑んだ競輪学校受験だったが、同年12月20日、第106回技能試験に合格。在校競走成績は14位（1勝）。
2014年5月9日、奈良競輪場でデビューし2着。同年7月20日、青森競輪場で初勝利を挙げた。
2016年11月3日、4歳上の会社員と5年越しの交際を実らせて入籍した。
妊娠が判明したため出産に備えて2017年5月下旬以降は欠場し、翌2018年1月19日に長女・陽葵（ひなた）を出産。
2019年1月8日からの奈良競輪場でのレースで久々に競走に復帰したが、のち父親の病気の看病を理由に引退を決意。
2020年1月31日、選手登録消除。通算327戦13勝。